# Voetbalbond van de Verenigde Arabische Emiraten
De Voetbalbond van de Verenigde Arabische Emiraten of United Arab Emirates Football Association (UAEFA) is de voetbalbond van de Verenigde Arabische Emiraten.
De voetbalbond werd opgericht in 1971 en is sinds 1974 lid van de Aziatisch voetbalbond (AFC) en sinds 2009 lid van de West-Aziatische voetbalbond (WAFF). In 1974 werd de bond lid van de FIFA. De voetbalbond is verantwoordelijk voor het voetbalelftal van de Verenigde Arabische Emiraten en de hoogste nationale voetbalcompetitie, de VAE Liga. Het hoofdkantoor staat in Abu Dhabi.

## President
In oktober 2021 was de president sjeik Rashid Humaid Alnuaimi.